# 191911 Nilerodgers
191911 Nilerodgers este o planetă minoră (asteroid) din Outer Main Belt⁠(d). A fost descoperită pe 5 aprilie 2005 la Mount Lemmon⁠(d) de Mount Lemmon Survey⁠(d) și a fost numită după Nile Rodgers⁠(d). 
Obiectul prezintă o orbită caracterizată de o semiaxă mare de 3,2009217420304 UAi, o excentricitate de 0,10743635905805, o înclinație de 13,229080359624 ° în raport cu ecliptica.